# Andreas Suttner
Andreas Suttner (25 de septiembre de 1876-5 de julio de 1953) fue un deportista austríaco que compitió en esgrima, especialista en la modalidad de sable. Participó en los Juegos Olímpicos de Estocolmo 1912, obteniendo una medalla de plata en la prueba por equipos.

## Palmarés internacional
| Juegos Olímpicos | Juegos Olímpicos   | Juegos Olímpicos | Juegos Olímpicos  |
| Año              | Lugar              | Medalla          | Prueba            |
| ---------------- | ------------------ | ---------------- | ----------------- |
| 1912             | Estocolmo (Suecia) | Medalla de plata | Sable por equipos |